# Cistugidae
A Cistugidae az emlősök (Mammalia) osztályának denevérek (Chiroptera) rendjébe, ezen belül a kis denevérek (Microchiroptera) alrendjébe tartozó család.

## Tudnivalók
A Cistugo-fajok az afrikai kontinens déli részén élnek. Korábban e két fajt a simaorrú denevérek családjába tartozó Myotis nembe sorolták, de amiután elvégezték a molekuláris vizsgálatot, a tudósok rájöttek, hogy a családba tartozó többi denevérrel nem mutatnak rokonságot, emiatt külön családba helyezték át őket.

## Rendszerezés
A családba az alábbi 1 nem és 2 faj tartozik:
- Cistugo
  - Cistugo lesueuri - korábban Myotis lesueuri
  - Cistugo seabrae típusfaj - korábban Myotis seabrai

### Fordítás
- Ez a szócikk részben vagy egészben  a   Cistugo című angol Wikipédia-szócikk fordításán alapul.  Az eredeti cikk szerkesztőit annak laptörténete sorolja fel. Ez a jelzés csupán a megfogalmazás eredetét és a szerzői jogokat jelzi, nem szolgál a cikkben szereplő információk forrásmegjelöléseként.